# Richard Stolley
Richard Brockway Stolley (Pekin, 3 de octubre de 1928-Evanston, 16 de junio de 2021) fue un periodista y editor de revistas estadounidense. Se le conoce como el jefe de edición fundador de la revista People y por adquirir la película de Zapruder para la revista Life en 1963.
Stolley comenzó su carrera en Life en 1953. Posteriormente ocupó varios puestos en la revista, incluidos reportero, jefe de oficina, editor sénior y editor gerente asistente. Se convirtió en el jefe de edición inaugural de People cuando se lanzó en 1974. Durante sus ocho años en la publicación, se convirtió en la revista más rentable del país. Regresó a Life en 1982 y finalmente se convirtió en director editorial de todas las revistas del grupo Time Inc.. Continuó trabajando para la empresa hasta su jubilación en 2014.

## Primeros años
Stolley nació en Pekin, Illinois, el 3 de octubre de 1928. Su padre trabajaba como gerente de una fábrica; su madre trabajaba como profesora de inglés. Durante la escuela secundaria, Stolley se desempeñó como editor de su periódico escolar, así como también como editor de deportes para el periódico de su ciudad natal. Posteriormente se unió a la Armada de los Estados Unidos antes de estudiar en la Universidad del Noroeste. Se graduó con un título de grado en 1952, antes de obtener una maestría en periodismo al año siguiente.

## Carrera profesional
Stolley trabajó por primera vez para la revista Life, a la que se unió el mismo año después de graduarse. Pronto obtuvo el reconocimiento como «uno de los mejores directores editoriales jóvenes de la revista». Fue editor de Life e informó sobre el movimiento por los derechos civiles y la carrera espacial a lo largo de la década de 1960. Se desempeñaba como jefe de la oficina de Los Ángeles cuando John F. Kennedy fue asesinado. Rápidamente voló a Dallas y fue el primer reportero en ponerse en contacto con Abraham Zapruder, quien capturó el tiroteo en la Plaza Dealey en su película. Ansioso por obtener las imágenes, Stolley inicialmente quería ir a la casa de Zapruder la noche del día del asesinato para ver la película. Sin embargo, accedió a la solicitud de Zapruder de reunirse en su oficina a la mañana siguiente, luego de que este último citó el agotamiento de los eventos que había presenciado ese mismo día. Stolley dijo que esta fue «la decisión más inteligente que he tomado», y «posiblemente la más importante de mi carrera».
Stolley llegó una hora antes de la hora acordada para la reunión para adelantarse a otros reporteros. Ofreció $ 50 000 por los derechos de publicación impresa y aumentó la cantidad a $ 150 000 por todos los derechos una semana después. Otros periodistas ofrecieron pagarle a Zapruder más dinero por la película, pero finalmente se lo dio a Stolley porque actuó como «un caballero». Esto le aseguró a Zapruder que su película nunca sería manipulada por la revista con una persona como Stolley a la cabeza. Zapruder le contó a Stolley cómo, la noche del asesinato, soñó con un vendedor ambulante en Times Square vendiendo su película, indicando que quería que se «manejara con cuidado». Stolley contó más tarde que la película de Zapruder fue el «momento más dramático» de su carrera como periodista.
Life detuvo su tirada semanal en 1972, lo que Stolley calificó como un «golpe devastador». Dos años más tarde, se convirtió en el editor inaugural de la revista People cuando se publicó por primera vez en marzo de 1974. Durante su mandato de ocho años, se convirtió en la revista más rentable de Estados Unidos, con un número de lectores de 2,35 millones. Afirmó que el «mayor error» de su carrera se produjo en 1977, cuando rechazó la oportunidad de poner a Elvis Presley en la portada después de su muerte.. Regresó a Life en 1982, sirviendo primero como editor gerente antes de convertirse en director editorial de Time Inc., el segundo puesto más alto de administración editorial allí. Ocupó el cargo hasta su jubilación en 1993, pero continuó desempeñándose como asesor de la empresa.
Stolley reemplazó a David Nuell como productor ejecutivo del programa de televisión Extra de 1995 a 1996. Fue incluido en el Salón de la Fama de la Sociedad Estadounidense de Editores de Revistas en abril de 1996. Un año después, formó parte de la clase inaugural del Medill Hall of Achievement. En 2000, Stolley editó Life: Century of Change: America in Pictures. Se retiró del periodismo por completo en 2014.

## Vida personal
El primer matrimonio de Stolley fue con Anne Shawber, reportera de un periódico. Ella había sido «flechada» a él mientras era editora invitada en Mademoiselle.  Juntos tuvieron cuatro hijas: Hope, Martha, Lisa y Melinda. Se divorciaron debido a la infidelidad de Stolley. Su posterior matrimonio con Lise Hilboldt también terminó en divorcio.
Stolley murió el 16 de junio de 2021 en un hospital de Evanston, Illinois. Tenía 92 años y sufría de una enfermedad cardíaca antes de su muerte.